# Starship (SpaceX)
Starship is een tweetraps, al dan niet bemand, zeer zwaar lanceersysteem in ontwikkeling bij SpaceX. De boostertrap van Starship, die nodig is om de Aarde te verlaten, heet Super Heavy. De naam Starship slaat op zowel de tweede trap met een compartiment voor bemanning, vracht of satellieten als op de eerste-en-tweede trap als geheel. Het project heeft, tot het eind 2018 zijn huidige naam kreeg, meerdere namen gehad zoals de Mars Colonial Transporter of MCT (voor september 2016), het Interplanetary Transport System of ITS (sept. 2016 - juni 2017) en Big Falcon Rocket (BFR) (juni 2017 - november 2018). Intern bij SpaceX werd de raket rond 2015-2016 (mogelijk al in 2010) enige tijd aangeduid met de onofficiële werknaam Big Fucking Rocket.
Starship vormt een volledig herbruikbaar ruimtevaartuig dat is bedoeld om 100 tot 150 ton aan vracht of tot 100 mensen per vlucht in de ruimte te brengen. In expendable mode zou dat zelfs 250 ton kunnen zijn. Vluchten naar Mars (en terug) behoren tot de mogelijkheden. Door de mogelijkheid tot bijtanken in de ruimte kunnen die hoeveelheden ook op Mars of op de Maan landen.
Met een ontwerp voor een aangepast Starship won SpaceX de aanbesteding voor de bemande maanlander van NASA’s Artemisprogramma.
Het eerste conceptontwerp werd op 27 september 2016 door SpaceX-oprichter en CEO Elon Musk op het International Astronautical Congress gepresenteerd als Interplanetary Transport System. Een jaar later werd een verkleind, makkelijker haalbaar ontwerp met een bredere inzetbaarheid gepresenteerd met de naam Big Falcon Rocket. In de daaropvolgende jaren werd het ontwerp nog aangepast, waarvan de keuze om de raket van roestvast staal in plaats van koolstofvezel te bouwen de grootste was. Het project staat onder directe leiding van Elon Musk zelf.
Het eerste prototype van het Starship werd op 28 september 2019 voltooid. In de twee jaar daarop werden in hoog tempo prototypes gebouwd, waarvan enkele tijdens grondtests of testvluchten explodeerden. De informatie over het punt van falen maakte het snel verbeteren van het ontwerp mogelijk. Via een proces van hoppervluchten tot 150 meter en atmosferische vluchten tot 10 kilometer kreeg SpaceX beheersing over het vliegen en het zeer complexe landingsproces van een Starship tussen augustus 2020 mei 2021. Sindsdien wordt de eerste ruimtevlucht met toevoeging van een Super Heavy-booster voorbereid. Op 20 april 2023 werd die gelanceerd. De testvlucht eindigde na drie minuten door een mankement in een explosie maar haalde wel een groot aantal testdoelen. Een tweede vlucht kwam in november 2023 veel verder en haalde de ruimte maar werd na acht minuten ook voortijdig beëindigd.
Elon Musk wil Starship zo snel als mogelijk in bedrijf kunnen nemen. Er werd vanaf 2018 gestreefd naar een eerste bemande vlucht langs de Maan in 2023 hoewel die vlucht waarschijnlijk enkele jaren later zal plaatsvinden. Hij wil in de toekomst met Starship, de Falcon 9, de Falcon Heavy en de (bemande en onbemande) Dragon 2 vervangen. Bemande maanlandingen en marslandingen, satellietlanceringen, bijtankvluchten en eventueel zelfs langeafstandsvluchten op Aarde behoren tot de mogelijkheden. Met de ontwikkeling van Starship was anno mei 2023 bijna 5 miljard dollar gemoeid.

## Eigenschappen
Starship bestaat uit twee trappen, die beide gebruik maken van Raptor 2-motoren. Super Heavy en Starship zullen gezamenlijk met 4800 ton brandstof worden gevuld. 78 procent daarvan is vloeibare zuurstof en 22 procent is vloeibaar methaan.

### Super Heavy
De eerste trap heet Super Heavy, is 70 meter lang en heeft een diameter van negen meter. De Super Heavy is gebouwd van roestvast staal en wordt voortgestuwd door 33 raketmotoren van het type Raptor 2. SpaceX heeft daartoe zelf een roestvast stalen legering ontwikkeld. Super Heavy lijkt in veel opzichten op Starship. De besturing terug de atmosfeer in gaat echter met grid-vinnen en zonder bellyflopmanoeuvre. De booster landt niet op poten, maar wordt met een grijparm die aan de lanceertoren zit aan twee uitsteeksels gevangen.
Duidelijk voor de hand liggende verschillen met het Starship zijn het gedeelte waarin de motoren zijn opgehangen, de lengte en de voorkant zonder neuskegel. Omdat de Super Heavy in nagenoeg verticale positie daalt zijn er geen headertanks voor de landing nodig. De brandstof zit in die positie voor het herstarten al onder in de tank. De kracht van de Super Heavy is nodig om de orbitale snelheid van de aarde te halen. Super Heavy zal een stuwkracht-gewichtsverhouding van 1,5 hebben en daardoor een stuk sneller accelereren dan de meeste grote raketten. Vanaf de tweede vlucht zal een langere tussentrap met openingen erin op de super heavy komen. Reden hiervoor is dat men hot staging wil gaan toepassen; een waarbij de motoren van de tweede trap worden gestart voor deze los is van de eerste trap en terwijl nog enkele motoren van de eerste trap stuwkracht leveren. Deze techniek die voorheen vooral op Russische raketten werd gebruikt zou voor een effectiever vluchtpatroon zorgen waardoor ongeveer tien procent meer vracht kan worden meegenomen.

### Starship
De tweede trap vormt één geheel met de neuskegel. Die is 50 meter lang en heeft dezelfde diameter als Super Heavy en wordt ook gebouwd van roestvast staal. De neuskegelsectie kan voor verschillende doeleinden worden ingericht. Zo komen er onder meer versies voor het afzetten van satellieten in de ruimte, versies voor bemanning en vrachtschepen, en tankschepen die bijtanken in de ruimte mogelijk maken. Dat bijtanken is nodig om bij reizen naar de Maan of naar Mars de aardeontsnappings-boost uit te voeren. Het bijtanken gebeurt met de "ruggen" van de schepen tegen elkaar. Ook komt er een verlengde variant waarin in de ruimte langduriger brandstof kan worden opgeslagen die later in andere Starships kan worden geladen.
De buik van het Starship is van een keramisch hitteschild voorzien dat nodig is voor landingen op Aarde en op Mars. De hitteschildtegels worden mechanisch bevestigd. Starshipvarianten die niet op andere hemellichamen hoeven te landen bevatten geen landingsgestel. Deze Starships landen met uitsteeksels die dicht onder de voorflappen zitten op twee grijparmen die aan de lanceertoren zitten bevestigd. Met deze grijparmen kan het Starship opnieuw op een Super Heavy worden geplaatst of op een vervoersstandaard. Het ontbreken van landingspoten betekent minder kwetsbaar onderdelen in het Starship.
In de achterwaartse rok zitten de Raptors verwerkt; dat zijn er minimaal drie die voor werking op zeeniveau zijn geoptimaliseerd en ook als landingsmotoren worden gebruikt. Deze zijn meestal aangevuld met nog eens drie Raptors die zijn geoptimaliseerd voor werking in het vacuüm van de ruimte. Die vacuüm-motoren zijn niet beweegbaar. Het manoeuvreren gebeurt dus met de drie zeeniveaumotoren. Vier elektromechanisch gestuurde stuurflappen, twee voor en twee achter, maken het mogelijk om dwars op de luchtstroom gekeerd door een atmosfeer af te dalen voor het grootst mogelijke remvermogen. Vlak voor de landing keert het Starship dan zijn achterzijde naar de grond om verticaal te landen.
SpaceX wil op twee motoren landen. De derde motor start ook maar wordt normaliter meteen weer uitgeschakeld. Mocht motor 1 of motor 2 niet starten dan blijft motor 3 aan. Landen op één motor is technisch ook mogelijk maar niet wenselijk. Een Starship kan anders dan de Falcon-boosters na het afrem-manoeuvre ook in de lucht stilhangen boven de landingsplaats om naar de perfecte landingsplaats (tussen de grijparmen) te manoeuvreren. Voor landingen op de Maan waar geen atmosfeer is kan Starship volledig met zijn motoren afremmen. Om op te stijgen vanaf Mars of de Maan is wegens de kleinere zwaartekracht daar geen extra booster nodig.

#### Satellietvoertuig
Het voertuig dat satellieten kan afzetten heeft een neuskegel die open en dicht kan. Het rechte deel van het vrachtcompartiment kan satellieten van acht meter lang met een diameter van maximaal acht meter herbergen. Is de diameter kleiner dan kan de satelliet in het toelopende deel van het vrachtcompartiment (de neuskegel) doorlopen. Zo is bij een diameter van zeven meter de maximum lengte bijna elf meter. En bij een diameter van 3,2 meter kan de volledige lengte van 17,24 meter van het vrachtcompartiment worden benut. SpaceX noemt in de handleiding de mogelijkheid om het ruim te verlengen tot 22 meter.

### Lanceersystemen
Starship-Super Heavy wordt in een later stadium voornamelijk gelanceerd vanaf half afzinkbare zee-platforms. Dit is nodig vanwege het geluid dat een Super Heavy bij vol vermogen veroorzaakt. Er zijn maar weinig plaatsen op land geschikt als lanceerplaats voor een raket van dit kaliber.
Ook zal SpaceX vanaf enkele plaatsen op land lanceren. Dit gebeurt voor testvluchten, maar de losse trappen zullen ook vanaf land naar de zee-platforms worden gelanceerd. Daarvoor is niet de volle stuwkracht nodig. Er zijn vier lanceerplatforms op land gepland. Twee stuks op Starbase (OLP-1 en OLP-2) zullen voornamelijk voor testvluchten worden gebruikt. Een van deze platforms was anno februari 2022 zo goed als voltooid. Twee andere platforms zijn op het Kennedy Space Center gepland en vooral voor missionaire vluchten bedoeld. Bij Lanceercomplex 39A wordt sinds december 2021 aan een Starship-platform gebouwd. Over een huurovereenkomst voor een nieuw lanceercomplex, LC-49, wordt onderhandeld.
De platforms zijn zo’n 25 meter hoog. Naast de platforms staat een ongeveer 150 meter hoge toren waaraan de vang-, til- en hijsarmen zitten. Ook zit er een quick disconnection arm aan de toren die de aansluitingen voor elektriciteit, communicatie en stuwstofleidingen naar de raket vormen. De toegangsarm voor de bemanning zal ook aan de lanceertoren worden bevestigd.

## Geschiedenis

### Ontwikkeling
In 2016 presenteerde Elon Musk een eerste conceptontwerp, genaamd Interplanetary Transport System. Het zou een diameter van 12 meter hebben en de totale combinatie moest 156 meter hoog worden. Beide trappen die van koolstofvezel waren moesten kunnen landen. Ook zouden er tankschepen komen die het ITS in de ruimte konden bijtanken en zo van de brandstof voorzien om naar een andere planeet te vliegen.
Een jaar later presenteerde Musk een herzien ontwerp dat BFR (Big Falcon Rocket) werd genoemd. De diameter was terug gebracht naar 9 meter en de lengte naar 106 meter. Ook was er een set achterflappen aangebracht om zich gestuurd door de atmosfeer te kunnen laten afremmen. Met dit kleinere ontwerp kon de BFR ook satellieten lanceren. Ondanks dat de raket veel groter was dan de Falcon 9 moest de lancering goedkoper worden omdat deze volledig herbruikbaar zou worden.
Nog een jaar later in september 2018 was het ontwerp nogmaals aangepast. De lengte zou 118 meter worden en er kwamen ook voorflappen. De raket zou daarmee dwars op de luchtstroom door de atmosfeer vallen om zo maximaal op de lucht te af te remmen. In dit ontwerp zouden de achterflappen tevens de landingspoten zijn en was er een vaste bovenvin aangebracht om de derde landingspoot te zijn. Voorbereidingen voor de bouw van een eerste BFR die in de haven van Los Angeles moest plaatsvinden waren begonnen.
In de maanden daarna kreeg de BFR een nieuwe naam: Starship. De eerste trap werd Super Heavy genoemd. Ook werd besloten over te schakelen van koolstofvezel op roestvast staal omdat dit hittebestendiger is, sterker is, lichter bleek en ook nog eens veel goedkoper was. Met dit nieuwe ontwerp werd het bouwterrein in Los Angeles losgelaten en mallen voor de bouw van een koolstofvezel raket werden gesloopt.
Eind 2018 begon SpaceX in Boca Chica aan de bouw van een testraket genaamd Starhopper. Hiermee werden in het voorjaar en zomer van 2019 twee aangelijnde vluchten en daarna twee losse vluchten met een maximum hoogte van 150 meter gemaakt.
Ondertussen werden die zomer in Boca Chica en op een terrein in Cocoa Florida twee prototypes op vol formaat gebouwd; Starship MK1 en Starship MK2. Het doel van deze eerste twee prototypes was het vinden van goeie bouwtechnieken. Starship MK1 sneuvelde tijden een druktest en Starship MK2 werd niet afgebouwd. Hierna verplaatste de productie zich volledig naar Boca Chica waar in twee jaar tijd een rustig dorpje in een grote rakettenfabriek veranderde. Vanaf dat moment werden prototypes gebouwd met de codenaam SN, wat voor serienummer staat. SN1 was een tanksectie die sneuvelde tijdens een druktest. SN3 was hetzelfde lot toebedeeld. SN2, SN7.0, SN7.1 en SN7.3 waren kleinere testtanks om lasmethodes, staallegeringen en staaldiktes onder hoge druk te testen. SN4 overleefde als eerste tanksectie op vol formaat de druktest. Ook werd tweemaal een Raptor onder SN4 gestart. Deze sneuvelde door een losgerammelde methaanleiding die tot een vernietigende explosie leidde.
SN5 en SN6 waren vrijwel identiek aan SN4 en vlogen in augustus en september 2020 hoppervluchten van 150 meter met een Raptor-motor.
Starship SN8 tot en met SN11 waren vervolgens het eerste Starship-prototype dat met een neuskegel, aeroflaps en drie motoren waren gebouwd. Hiermee werd verticaal tot tien kilometer hoogte gevlogen en vervolgens in horizontale positie afgedaald. De landing waarbij de raket terug in verticale positie moest komen lukte bij deze prototypes nog niet hoewel ze er een paar keer dichtbij kwamen. SN10 bleef zelfs staan, maar zakte door de te harde landing door zijn poten en explodeerde enkele minuten later door een brandstoflek. De problemen bij landing hadden te maken met de brandstoftoevoer van de motoren bij het herstarten.
SN15 was als volgende aan de beurt. Dit prototype had veel subtiele verbeteringen ten opzichte van de eerdere. Daardoor duurde de testcampagne wat langer. Maar deze verliep verder vlekkeloos en de eerste tien kilometer hoge testvlucht verliep nominaal inclusief de landing.
Een eerste booster (BN1 of Booster Number 1) werd in het voorjaar van 2021 gebouwd uit onderdelen die in september 2020 al waren voorgefabriceerd. Het werd na voltooiing weer gesloopt. Het ontwerp was tussentijds dusdanig veranderd dat een testcampagne geen toegevoegde waarde had. SN16 werd in mei 2021 voltooid en lijkt vrijwel gelijk aan SN15. SN15 en SN16 staan sinds medio 2021 geparkeerd op een opslagterrein bij Boca Chica en het is niet duidelijk of ze nog gebruikt gaan worden.

### Lanceringen

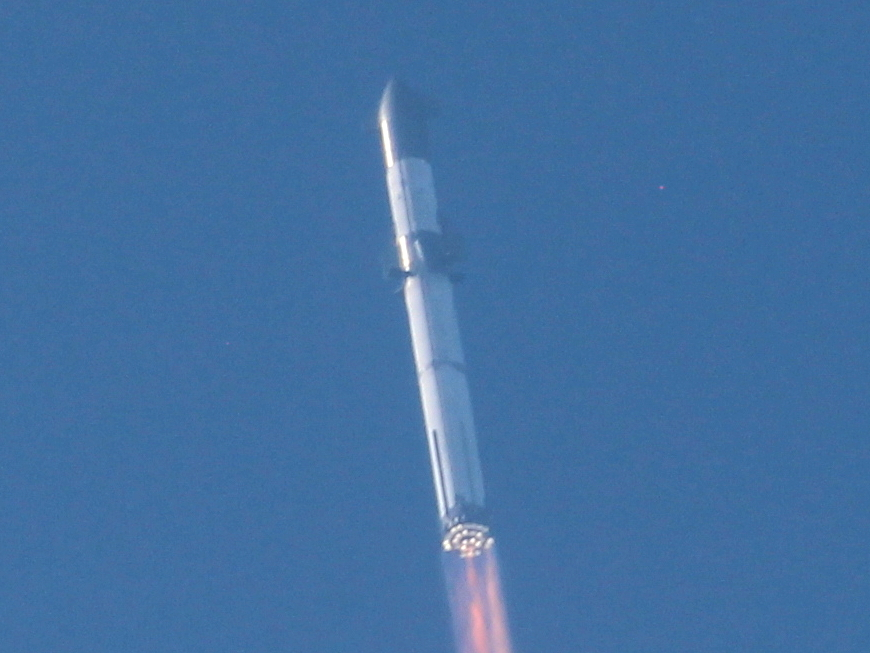
Starship-Super Heavy tijdens de eerste integrale testvlucht op 20 april 2023

Ondertussen werd naar een eerste orbitale vlucht toe gewerkt. Booster BN2.1 was een korte testtank. Booster BN3 is een full size testobject dat voor het testen van grondsystemen en Raptors werd gebruikt. In januari 2021 is BN3 gesloopt. Booster B4 moest Starship S20 in een baan om de Aarde brengen. Het ontwerp van de booster en Starship veranderde tijdens de testperiode, waarin tevens een lanceerplatform werd gebouwd, op zoveel punten dat de eerste orbitale vlucht naar een latere Starship-Super Heavy-combinatie, S24 en B7, is doorgeschoven.

#### Starship Flight Test 1
Tijdens de eerste integrale testvlucht (Starship Flight Test 1 of Orbital Flight Test 1, afgekort: SFT-1 of OFT-1) was het de bedoeling dat de booster in de golf van Mexico zou landen en het Starship 90 minuten later in de stille oceaan nabij Hawaï zacht zou landen in het water. Deze vlucht werd op zijn vroegst in 2022 verwacht, maar vereiste een nieuwe FAA-omgevingsvergunning voor het lanceren van krachtiger raketten in Starbase Boca Chica. Het onderzoeksrapport van de FAA werd op 13 juni 2022 gepubliceerd en stelde 75 voorwaarden aan SpaceX om er te mogen lanceren.
Gedurende de tweede helft van 2022 en de eerste maanden van 2023 werden met Booster B7 en Starship S24 statische starts uitgevoerd waarbij er steeds meer motoren gelijktijdig werden gestart. Soms waren tussentijdse reparaties of aanpassingen nodig. Begin april 2023 waren deze rakettrappen en het lanceerplatform klaar en was het alleen wachten op de definitieve lanceervergunning voor de eerste suborbitale vlucht wordt gelanceerd. Op 20 april 2023 werd SFT-1 gelanceerd. De eerste trap werkte, hoewel vijf van de 33 motoren niet startten of uitvielen. Kort voor het geplande loskoppelen van de Super Heavy en Starship verloor men de controle over de raket waarna een destructiecommando werd gegeven en de raket zichzelf opblies. Hoewel SpaceX op meer had gehoopt werd het vooraf gestelde hoofddoel van de testvlucht, opstijgen zonder het lanceerplatform te vernietigen behaald. Na de lancering bleek echter dat de lanceerbasis toch enkele beschadigingen had opgelopen door rondvliegend puin: een gedeelte van de fundering was weg en enkele opslagtanks waren ingedeukt. Ook werkte het zelfvernietigende systeem niet naar behoren; de raket ontplofte pas 40 seconden na het versturen van het vernietigingssignaal.

#### Starship Flight Test 2
Vlucht SFT-2 liet zeven maanden op zich wachten; voornamelijk omdat het lanceercomplex dat tijdens vlucht SFT-1 aanzienlijke schade had opgelopen flink moest worden aangepast. Op 18 november 2023 werd Super Heavy B9 met Starship S25 gelanceerd. Alle 33 motoren van de Super Heavy ontbrandden en de raket werkte tijdens de boosterfase normaal. Het nieuwe hot staging proces verliep op het eerste gezicht succesvol: de eerste en tweede trap werden gescheiden. Booster 9 ging daarna verloren tijdens de poging om deze terug te laten keren naar de lanceerbasis. Starship S25 bereikte, met een maximale hoogte van 148 km, de ruimte maar het vluchtbeëindigingssysteem beëindigde de vlucht kort voor moment dat S25 zijn motoren had moeten uitschakelen door de springladingen te laten afgaan zodat het niet in een verkeerde koers zou raken. Anders dan tijdens SFT-1 werkte het vluchtbeëindigingssysteem ditmaal wel goed op de tweede rakettrap. De eerste trap ontplofte door een nog niet door SpaceX gespecificeerde oorzaak. Ook bleek het lanceercomplex deze keer nauwelijks schade te hebben.

#### Starship Flight Test 3
Vlucht SFT-3 met Booster B10 en Starship S28 en werd op 14 maart 2024 gelanceerd. Het Starship bereikte het gewenste sub-orbitale traject. De booster doorstond de omkeerstoot (boost-back burn) maar slechts een van de motoren voor de landingsstoot startte waarop Booster B10 te pletter sloeg in zee in plaats van zacht in zee te landen.
Starship S28 voerde een test met de Starlink-satellietdeur uit en tevens een interne brandstoftransfer-test. De terugkeerstoot en landingsstoot werden geannuleerd. Het schip ging verloren tijdens de terugkeer in de atmosfeer.

#### Starship Flight Test 4
Op 5 juni 2024 verliep de lancering van SFT-4, op één uitgevallen motor van de eerste trap na, volgens plan. Na het scheiden van de trappen keerde booster B11 terug en landde op zee waarbij de landing tussen de vangarmen (chopsticks of eetstokjes genaamd) werd gesimuleerd. Tijdens de landingsstoot begaf een van de dertien gebruikte motoren het.
Schip S29 doorstond de terugkeer in de atmosfeer, maar niet zonder problemen. Door schade aan het hitteschild raakte de voorste stuurboordflap oververhit en beschadigd. Desondanks behield men de controle en slaagde men erin op zee te landen.

#### Starship Flight Test 5
Flight Test 5 (SFT-5) was op 13 oktober 2024. Het objectief van STF-5 was de Super Heavy-booster bij de landing op te vangen met de twee vangarmen op de lanceertoren.
Het schip zelf volgde hetzelfde traject als SFT-4, maar werd uitgerust met een nieuwe generatie hittetegels, en kreeg daaronder een laag ablatieve hittebescherming op kwetsbare plaatsen; vooral ter hoogte van de flaps. Hiermee hoopte men de problemen van SFT-4 te voorkomen.
Na een vlekkeloze lancering en hotstaging keerde de booster terug naar de lanceerplaats waar deze zich tussen de vangarmen manoeuvreerde. De booster werd aan zijn haken gevangen. Na de landing lekte er wat brandend methaan uit de raket.
Het schip ondervond ondanks de extra bescherming bij terugkeer in de atmosfeer toch weer een gedeeltelijk doorbranden bij het scharnierpunt van ten minste een van de flaps, zij het iets minder groot. De landing in het water, waarbij eerst enige tijd boven het water werd stilgehouden, verliep goed en eindigde in een explosie die te verwachten was.

#### Starship Flight Test 6
Flight Test 6 (SFT-6) werd op voor 19 november 2024 gelanceerd. Booster 13 werd niet gevangen nadat er door de raket veroorzaakte schade in de communicatiesystemen van de lanceer- en vangtoren werd ontdekt. Booster B13 landde in zee.
Een belangrijke mijlpaal van deze vlucht was het met succes in de ruimte herstarten van een van de motoren van Starship 31. Tijdens de terugkeer in de atmosfeer leken de voorste stuurflappen minder schade op te lopen dan bij de twee voorgaande vluchten. Een van de doelen van de missie was om te testen tot hoever ze de druk op de flappen tijdens de terugkeer konden verhogen.

#### Starship Flight Test 7
Flight Test 7 (SFT-7) verkreeg van de Federal Aviation Administration (FAA) een vlieglicentie op 17 december 2024.
Het doel van SFT-7 was, naast het opvangen van de Super Heavy Booster, om verschillende experimenten uit te voeren voor terugkeer in de dampkring alsook om voor de eerste maal een lading vanuit Starship in de ruimte af te leveren. De lading bestond uit tien massa-simulators die 2 ton zware Starlink V3 satellieten moeten nabootsen. De Super Heavy Booster hergebruikte voor de eerste keer een Raptor-motor die al bij een eerdere vlucht gebruikt was.
Technisch was Starship stevig gewijzigd. Zo was de brandstoftank 25% groter, werden de flaps nogmaals bijgewerkt, werden een nieuwere generatie hittetegels gebruik (waaronder enkele met waterkoeling) en was de avionica herontworpen met nieuwe computers, antennes en stroomverdeling.
Op 16 januari 2025 werd SFT-7 gelanceerd. De booster keerde succesvol terug en werd opgevangen met de ‘chopsticks’. Starship zelf ontplofte na 8 minuten vlucht boven de Turks- en Caicoseilanden.
Op 24 februari 2025 maakte SpaceX resultaten bekend van het onderzoek naar de oorzaak van de ontploffing. SpaceX gaat uit van grotere harmonische trillingen dan vastgesteld bij testen die aan de basis liggen van brandstoflekken.

#### Starship Flight Test 8
Flight Test 8 (SFT-8) kon volgens Elon Musk al binnen een maand na de ontplofte SFT-7 vertrekken. Uitgaande van FAA toestemming stond SFT-8 gepland voor 28 februari 2025. Pas op 1 maart gaf de FAA toestemming tot lanceren vanaf 3 maart en dat zonder dat het onderzoek rond SFT-7 was afgerond. De vlucht die op 6 maart werd gelanceerd eindigde wederom met een gevangen booster en een schip dat voor het bereiken van het gewenste traject onbestuurbaar werd, explodeerde en in kleinere delen terugviel in de atmosfeer.

#### Starship Flight Test 9
In de nacht van 27 mei op 28 mei 2025 vond de lancering van SFT-9 plaats. Dit was de eerste vlucht waar een booster werd hergebruikt. Booster 14 landde volgens plan in het water.
Hoofddoel van de missie is het testen van een verbeterd hitteschild, inclusief een reservelaag erachter. Een poging om Starlink-satellietsimulators los te laten werd afgeblazen omdat de vrachtdeur niet volledig opende.
Door een lek raakte SpaceX de controle over schip 35 kwijt en het schip verbrandde tijdens de vroegtijdige terugkeer in de atmosfeer. 

#### Starship Flight Test 10
Door wat misliep met SFT-9 moest SFT-10 wachten op goedkeuring van de FAA. Op 15 augustus 2025 kwam die goedkeuring na publicatie van het SFT-9 incident report. Lancering van SFT-10 is gepland voor 24 augustus 2025 gebruik makend van Booster 16 en Starship 37 (nadat Starship 36 ontplofte bij een statische test). Dat wordt waarschijnlijk de laatste test met het Block 2 model

## Ontwerp Starship HLS, de Artemis-maanlander
Op 30 april 2020 bleek dat SpaceX een conceptontwerp voor aangepaste uitvoering van Starship bij NASA te hebben ingediend die als bemande maanlander voor het Artemisprogramma zou moeten functioneren. Een jaar later won SpaceX de aanbesteding.
Dit ontwerp werd die dag samen met twee concurrerende ontwerpen geselecteerd voor verdere uitwerking. De Starship-maanlander is bedoeld om tussen het maanoppervlak en een baan om de Maan of een baan om de Aarde te pendelen. Daarom bevat het geen onderdelen die specifiek voor een landing op Aarde of Mars nodig zijn, zoals een hitteschild en stuurflappen. De neuskegel bevat op de top een koppelpoort met daaroverheen een klep die aan de bovenzijde van een Crew Dragon doet denken. Hiermee kan worden gekoppeld aan een Orion-capsule, of aan de Lunar Gateway. De koppelpoort geeft toegang tot het bemanningscompartiment dat in de neuskegel zit verwerkt.
Onder het bemanningscompartiment zit een vrachtcompartiment waarin een groot luik zit. Boven in het ruim zit een uitschuifbare hijskraan waarmee de vracht en bemanning vanaf een hoogte van 26 meter op de grond kunnen komen. Rondom het ruim is de buitenzijde bekleed met zonnecellen. Aan de zijkanten, ter hoogte van het vrachtcompartiment, zitten clusters van raketmotoren die op Superdraco’s lijken (het is niet bevestigd of het daadwerkelijk Superdraco’s zijn) die de laatste fase van de landing doen. Hierdoor wordt het regoliet (maanzand) niet onder de lander vandaan geblazen. De lander kan terugkeren naar een baan om de aarde en in de ruimte worden bijgetankt en zodoende langdurig worden hergebruikt. Een opvallend detail is dat de Starship-maanlander grotendeels wit is.
Toenmalig NASA-directeur Jim Bridenstine noemde het ontwerp in 2020 zeer ambitieus, maar zei dat als dit ontwerp slaagt het de kosten van ruimtevaart naar de Maan verlaagt terwijl het de mogelijkheden vergroot. Hij voegde er ook aan toe veel vertrouwen in het kunnen van SpaceX te hebben.
De moeilijkheidsgraad van dit ontwerp zit hem volgens NASA in het feit dat het een flink aantal complexe rendez-vous vergt en dat de draagraket (super heavy) nog niet beschikbaar is.
Aan de voorselectie was een toekenning van 135 miljoen dollar ontwikkelingssubsidie gekoppeld. Na tien maanden zou NASA de voortgang van de drie ingediende ontwerpen beoordelen en bepalen welke ontwerpen voor definitieve selectie in aanmerking komen. Dat kon aanvankelijk een ontwerp zijn, maar ook alle drie ontwerpen. Door gebrek aan financiële middelen werd alleen Starship HLS, het meest capabele en tegelijkertijd goedkoopste ontwerp gekozen. SpaceX had als enige deelnemer zijn vraagprijs voor de ontwikkeling, die al de laagste was, naar beneden bijgesteld toen duidelijk werd dat NASA van het Amerikaans Congres onvoldoende financiële middelen toegewezen zou krijgen. SpaceX betaalt daardoor een deel van de kosten zelf, maar kan het Starship HLS daardoor ook aan andere partijen ter beschikking stellen. NASA betaalt SpaceX gespreid 2,89 miljard dollar voor de ontwikkeling waaronder een eerste onbemande en een eerste bemande maanlanding vallen.

### Testvlucht
SpaceX wilde aanvankelijk al in 2022 een testlanding op de Maan uitvoeren en ruim voor de eerste bemande maanlanding al ruime ervaring met Starship hebben opgedaan. Dit bleek te hoog gegrepen. Anno augustus 2022 werd gewerkt aan een proef-maanlanding in 2024. Het te gebruiken Starship zal dan "een skelet" zijn; een Starship met alleen de hoogst noodzakelijke onderdelen voor een testlanding, zonder interieur, vrachtlift of lifesupportsysteem. Het hoeft ook nog niet te kunnen opstijgen van de Maan.

### Prototype neuskegel

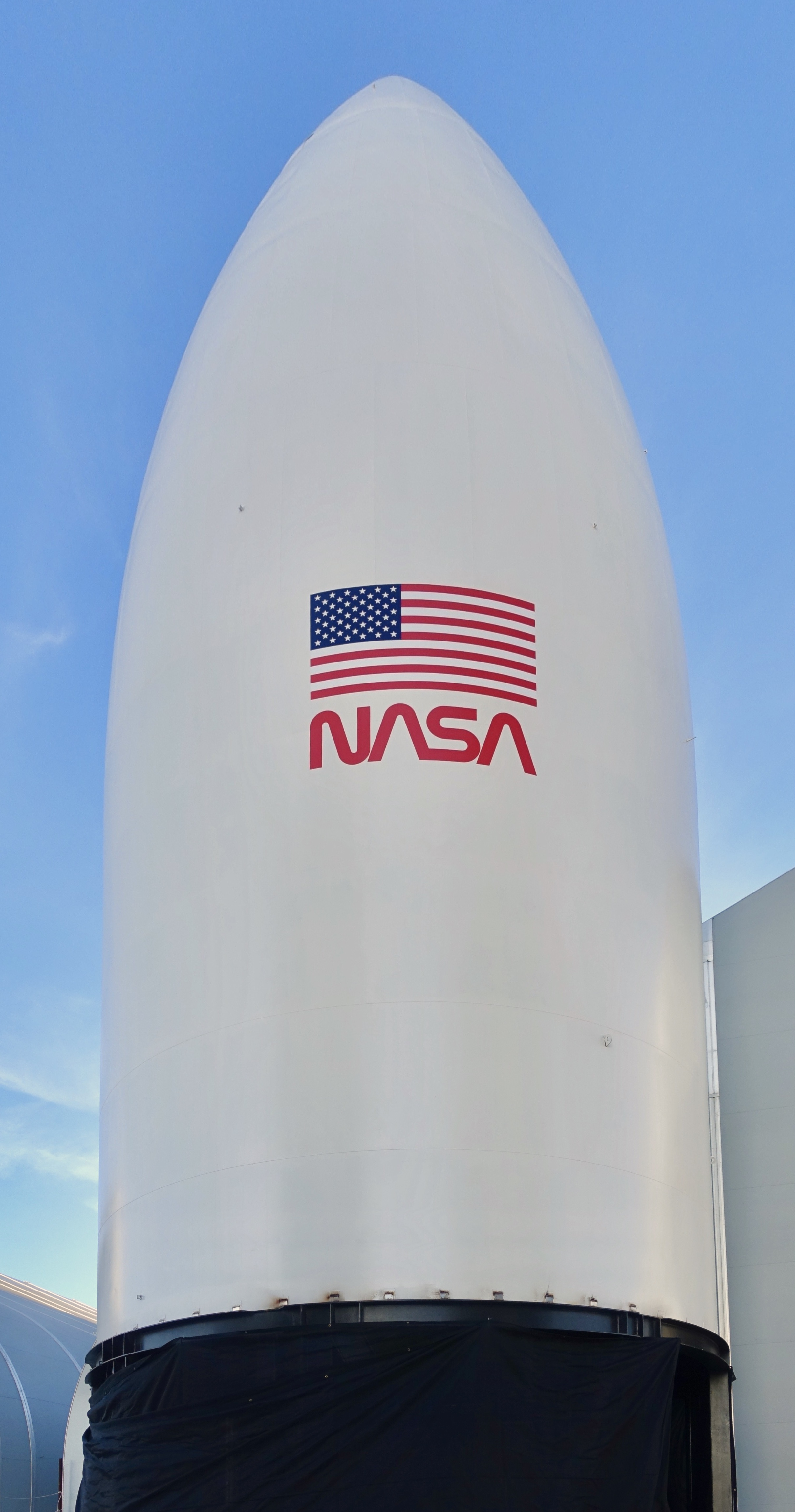
De witte neuskegel met NASA-logo

Op 20 oktober 2020 werd een eerder gebouwde Starship-neuskegel zonder aeroflaps wit geschilderd en van het NASA-wormlogo voorzien. Deze mock-up had verder weinig functionaliteit maar gaf een goed beeld van het formaat. Concurrenten Dynetics en National Team (samenwerking van Blue Origin, Lockheed Martin, Northrop Grumman en Maxar) die ook in de race waren voor een Artemis HLS-contract hadden ook een mock-up van hun ontwerp gebouwd.
De SpaceX-mock-up werd eind 2021 weer gesloopt. Ook construeerde SpaceX een prototype van de vrachtlift van het Starship-HLS.

## Brandstofwinning
Lone Star Mineral Development LLC blijkt overigens ook voor andere activiteiten te worden gebruikt. Met het dochterbedrijf wil Musk ook naar aardgas, dat voor het overgrote deel methaan is, boren bij Boca Chica. Voorheen was er al een gasput op het schiereiland en Musk wil die wederom in gebruik nemen om ter plekke brandstof voor Starship te winnen zolang er nog niet voldoende methaan kan worden geproduceerd met Sabatierreactoren.

## Missies

### Polaris Mission III
Polaris Mission III moet de eerste bemande vlucht van een Starship worden. In de aanloop naar deze vlucht voert SpaceX eerst twee bemande Crew Dragon-vluchten uit die technieken testen. De drie vluchten van het Polarisprogramma zullen allen onder gezagvoerder Jared Isaacman worden uitgevoerd.

### NASA Tipping Point-missie: Propellant Transfer Demonstration
SpaceX is een van de bedrijven die in 2020 een Tipping Point-contract kreeg toegewezen voor technologiedemonstraties. SpaceX moet met Starship laten zien dat ze 10.000 kilogram cryogene brandstof in de ruimte kunnen overpompen naar een ander Starship. Daarvoor ontvangt SpaceX een subsidie van 53 miljoen dollar.

### LUVOIR
NASA onderzocht in 2018 de mogelijkheid om de enorme ruimtetelescoop Large Ultraviolet Optical Infrared Surveyor (LUVOIR) rond 2030 met de BFR te lanceren. Het vrachtruim van de BFR zou echter te klein zijn, zo concludeerde NASA en ze gaan daarom voorlopig uit van een lancering op een SLS Block II.

### Maanlandingen
Gwynne Shotwell gaf in oktober 2019 aan voor 2022 een onbemand Starship op de Maan te willen laten landen om daar materiaal voor een bemande maanmissie die kort daarop moet plaatsvinden te brengen. Daarmee lijkt SpaceX een hoger ontwikkelingstempo na te jagen dan NASA dat onder het Artemisprogramma vanaf 2024 bemande maanlanders naar de Maan wil sturen. Overigens gaf Shotwell als slag om de arm aan dat 2022 geen zeker doel is.

#### CLPS
Op 19 november 2019 werd Starship door NASA geselecteerd als een van de maanlanders voor het Commercial Lunar Payload Services-programma. SpaceX zal een vrachtlander-uitvoering van Starship gebruiken om een maanbasis te bevoorraden. Selectie betekent dat SpaceX in ieder geval een testlanding op de Maan zal trachten te volbrengen en daarvoor ontwikkelingssubsidie ontvangt.

#### Flexibele missies
In januari 2021 gaf Gwynne Shotwell aan dat SpaceX een aantal lanceercontracten heeft waarbij het SpaceX vrij staat om te kiezen tussen een Falcon-raket of Starship. SpaceX levert de lanceercapaciteit en niet de specifieke raket.

## Trivia
- Nog voor de eerste vlucht van Starship gaf Elon Musk op Twitter aan dat een volgende generatie Starship waarschijnlijk een diameter van 18 meter zal hebben.[46]
- Op YouTube zijn verschillende kanalen actief die de tests live streamen en de bouw van de prototypes documenteren.
- De fotografen, YouTubers en journalisten die de ontwikkelingen rond Starship vanuit Boca Chica de wereld in brengen hebben zich de geuzennaam Texas tank watchers aangemeten.
- Rond de testcampagne van prototype SN9 ontstond op sociale media de hashtag en meme #wenhop. Dit sloeg op de onzekerheid van de planning en de vraag die op Twitter werd gesteld "When Hop?" Vertaald: "Wanneer een hoppervlucht?"